# Bestla (księżyc)
Bestla (Saturn XXXIX) – mały księżyc Saturna odkryty przez Davida Jewitta, Scotta Shepparda i Jana Kleynę na zdjęciach wykonanych za pomocą teleskopów naziemnych w okresie grudzień 2004 – marzec 2005. Elementy orbitalne wyliczył Brian Marsden.
Należy ona do grupy nordyckiej nieregularnych, zewnętrznych księżyców planety, poruszających się ruchem wstecznym. Bestla wraz z Narvim tworzy podgrupę o inklinacji bliskiej 145°.
Nazwa pochodzi z mitologii nordyckiej, Bestla była olbrzymką, matką najwyższego boga Odyna.